# Нюгуй
Нюгу́й — улус в Джидинском районе Бурятии. Входит в сельское поселение «Белоозёрское».

## Географическое положение
Находится в 15 км к югу от центра сельского поселения — села Белоозёрск, в 45 км юго-восточнее районного центра, села Петропавловки, на левом берегу реки Джиды.
Ближайшие населенные пункты — Верхний Ёнхор, Боций, Ёнхор.

## Население
| 2002 | 2006 | 2010 |
| ---- | ---- | ---- |
| 386  | ↗389 | ↘311 |

## Экономика
Основные занятия населения — ведение личных подсобных хозяйств, охота, сбор дикоросов.